# 刘建国 (1964年)
刘建国（1964年5月—），男，汉族，山东博兴人，1988年12月加入中国共产党，中华人民共和国政治人物。
1984年7月毕业于山东工业大学第一机械工程系机械制造工艺及设备专业。历任德州地区经委办事员、外经科副科长、技术科副科长，德州市经贸委技术科科长，德州市经贸委助理调研员、科技科科长，陵县县委副书记、副县长，齐河县委副书记、县长，临朐县委书记、县人大常委会主任。其间，于2008年1月至2009年12在南开大学商学院高级管理人员工商管理硕士专业学习，获高级管理人员工商管理硕士学位。
2011年11月，任潍坊市政府党组成员。2014年8月，兼任潍坊市食品药品监督管理局党组书记。2015年10月，任潍坊市副市长、市政府党组成员。2017年2月，任潍坊市委常委、副市长。同年3月，兼任潍坊市委秘书长。2021年3月，当选潍坊市政协主席。2022年1月，任山东省政协农业和农村委员会副主任。